# Carl Thaulow

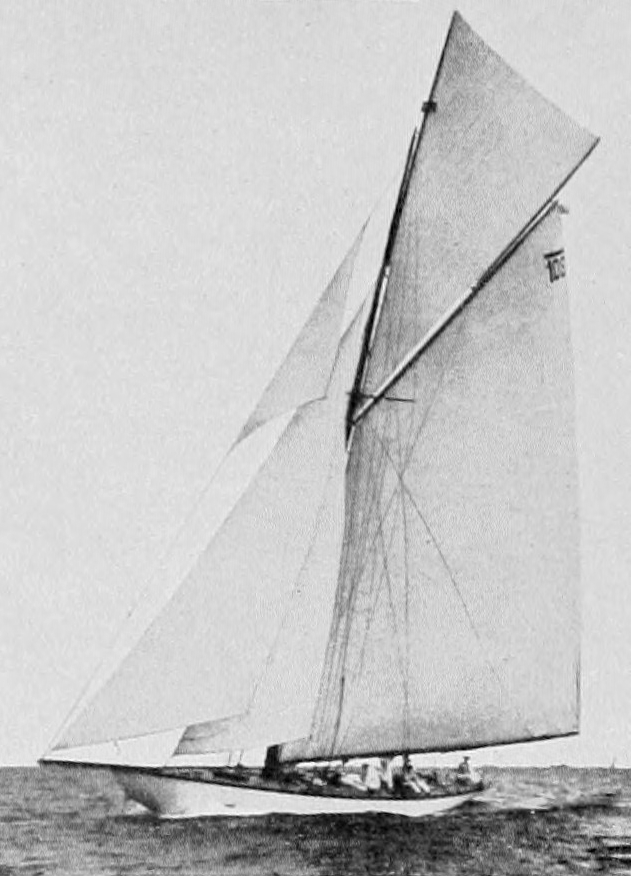
Jacht Magda IX

Carl Gustav Thaulow (ur. 23 października 1875 w Oslo, zm. 30 maja 1942 w Oslo) – norweski żeglarz, olimpijczyk, zdobywca złotego medalu w regatach na Letnich Igrzyskach Olimpijskich w 1912 roku w Sztokholmie.
Na Letnich Igrzyskach Olimpijskich 1912 zdobył złoto w żeglarskiej klasie 12 metrów. Załogę jachtu Magda IX tworzyli również Nils Bertelsen, Halfdan Hansen, Arnfinn Heje, Alfred Larsen, Petter Larsen, Christian Staib, Eilert Falch-Lund, Johan Anker i Magnus Konow.